# كارلوس فرنانديز (لاعب كرة قدم هندوراسي)
كارلوس فرنانديز (بالإسبانية: Carlos Fernández)‏ هو لاعب كرة قدم هندوراسي، ولد في 17 فبراير 1992 في هندوراس.

## وصلات خارجية
- كارلوس فرنانديز على موقع قاعدة بيانات كرة القدم.إي يو (الإنجليزية)
- كارلوس فرنانديز على موقع Soccerway.com (الإنجليزية)